# Есмі Персі
Савиль Есмі Персі (англ. Saville Esmé Percy; 8 серпня 1887 — 17 червня [1957]) — англійський актор кіно. З 1930 по 1956 рік знявся у 40 фільмах.

## Життєпис
Народився у Лондоні і помер у Брайтоні.

## Вибрана фільмографія
- 1930 — Вбивство!
- 1936 — Загарбник